# Khirbet et-Tannur

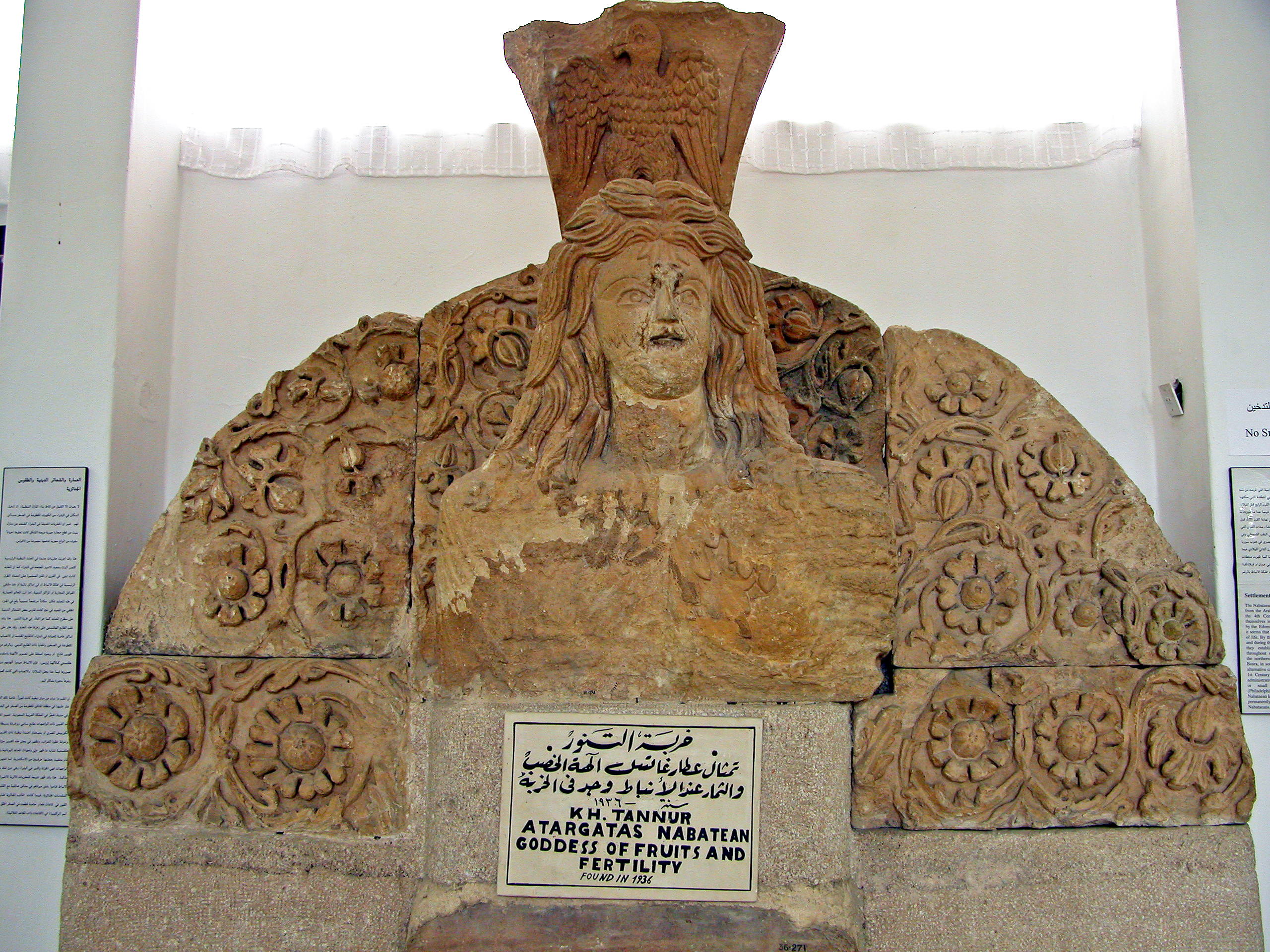
Reprezentarea nabataeană a lui Atargatis din Khirbet et-Tannur care a fost plasată pe intrarea interioară a incintei temenos

Khirbet et-Tannur (în arabă: خربة التنور) este un templu antic nabataean situat în vârful lui Jebel Tannur, în Iordania de astăzi. Pe baza iconografiei statuilor cultelor, nu este încă sigur dacă templul a fost dedicat zeiței fertilității Atargatis și zeus-Hadad sau poate altor zei ai lor în această formă. Singura inscripție care menționa o zeitate se referea la zeul edomit Qos, care era echivalentul zeului arab Quzah, zeul cerului

## Istoric

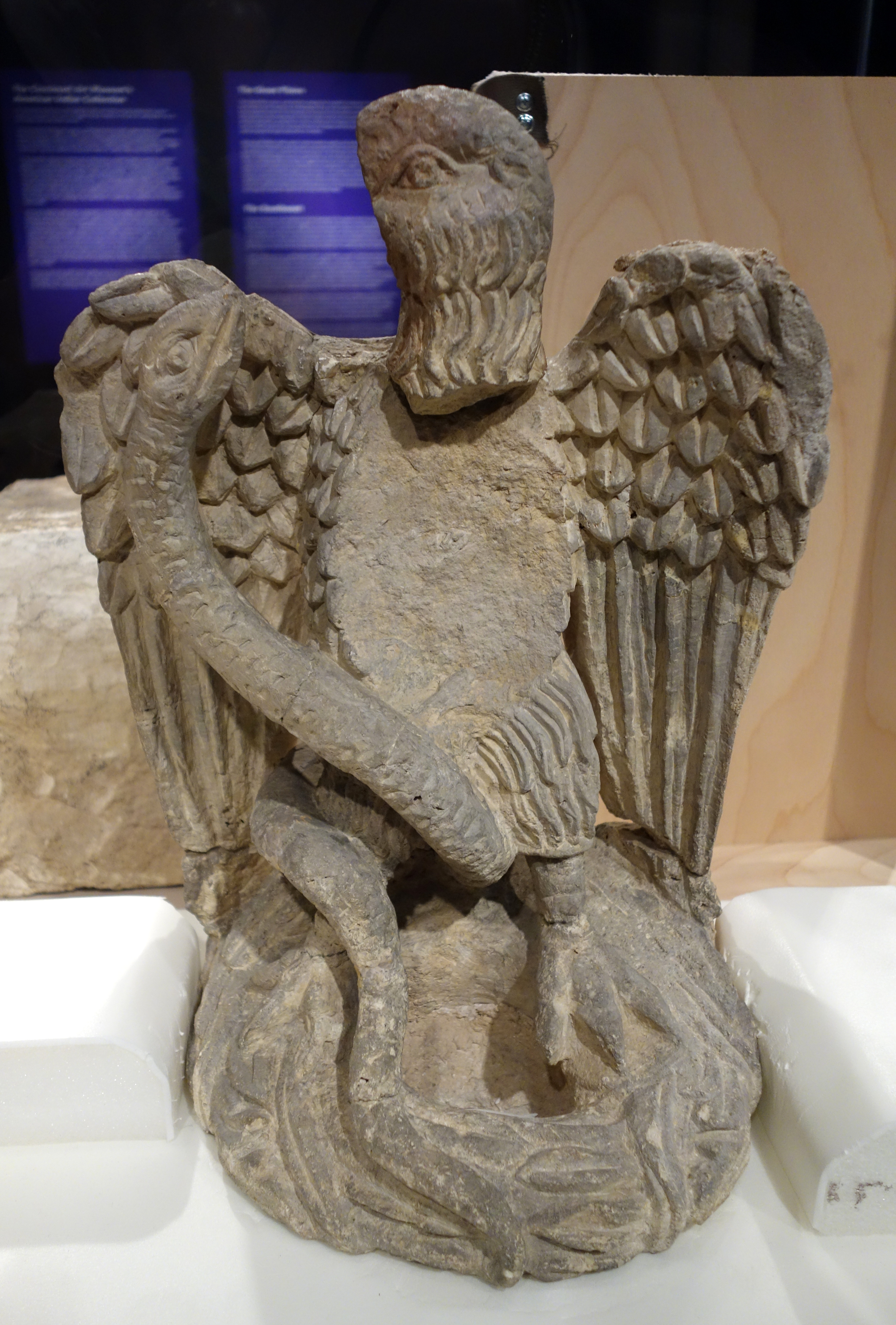
Sculptura nabataeană a vulturului luptându-se cu Șarpele, Khirbet et-Tannur

Rămășițele lui Khirbet et-Tannur constau numai din complexul templului de pe vârful muntelui izolat, care indică faptul că un sit funcționează exclusiv ca un loc înalt religios similar cu cele din alte regiuni nabateene. Deși nu se stabilește nicio datare, templul a trecut prin trei faze diferite. faza cea mai timpurie a templului este de obicei datată în jurul anului 7/8 î.Hr., pe seama unei inscripții gravate pe un bloc mic de piatră. Faza finală a fost datată de Glueck judecând după sculpturile și principiile arhitecturale ale templului până în primul sfert al secolului al II-lea d.Hr. Un studiu al ceramicii, oaselor de animale și rămășițelor de plante carbonizate a arătat că amintirile sociale au fost create prin diverse practici de alimentație și băutură.